# Paul-Louis-Jean-Marie-Bernard Michet de Varine Bohan
Paul-Louis-Jean-Marie-Bernard Michet de Varine Bohan, francoski general, * 1889, † 1979.